# Ctenotus agrestis
Ctenotus agrestis là một loài thằn lằn trong họ Scincidae. Loài này được Wilson & Couper miêu tả khoa học đầu tiên năm 1995.